# Dominique Wilkins
Jacques Dominique Wilkins, nazywany „Nique” lub „The Human Highlight Film” (ur. 12 stycznia 1960 w Paryżu) – amerykański koszykarz, grający na pozycji niski skrzydłowy.
W 1979 wystąpił w meczu gwiazd amerykańskich szkół średnich – McDonald’s All-American.
Wilkins ukończył studia na University of Georgia, gdzie grał w drużynie uczelnianej Georgia Bulldogs, po czym został wybrany z 3. numerem w drafcie 1982 przez Utah Jazz. Niedługo potem został oddany do Atlanty Hawks, gdzie grał do 1994. W żadnym z lat gry w NBA Wilkins nie osiągnął na koniec sezonu średnio mniej niż 20 punktów. Zdobył tytuł króla strzelców w sezonie 1985/1986 ze średnią 30,3 punktu na mecz.
Wilkins był jednym z czołowych graczy NBA w latach 80. Pod jego przewodnictwem drużyna Hawks zaczęła wygrywać po 50 spotkań w sezonie regularnym. Gdy Wilkins przekroczył trzydziestkę, stawał się coraz bardziej uniwersalnym graczem, co potwierdza wzrost statystyk w kategorii zbiórek (9) oraz asyst (3,3) w sezonie 1990/1991.
Oprócz wyboru do pierwszej piątki debiutantów, Wilkins był wybierany siedmiokrotnie do All-NBA Team. Wystąpił też 9-krotnie w meczach gwiazd. W trakcie całej swoje kariery w NBA uzyskał 26 668 punktów oraz 7169 zbiórek.
W sezonie 1985/1986 zajął drugie miejsce w głosowaniu na MVP sezonu.
8 grudnia 1992 roku ustanowił rekord sezonu zasadniczego NBA, trafiając 23 rzuty wolne w jednym spotkaniu bez ani jednej pomyłki.
Nique, poza swoimi 11 sezonami z Hawks, grał przez krótki czas w Los Angeles Clippers i Boston Celtics. Potem przeniósł się do Europy, gdzie grał w Panathinaikosie Ateny (z którym zdobył jedyne ligowe tytuły w swojej karierze: mistrza ligi greckiej, a także Euroligi). Tam też został uhonorowany nagrodami indywidualnymi – został MVP Pucharu Grecji oraz MVP Finl Four Euroligi. Po roku wrócił do NBA, dołączając do San Antonio Spurs. Następnie powrócił ponownie na Stary Kontynent, zasilając Fortitudo Bolonia. W 1999, jako wolny agent podpisał umowę z Orlando Magic. Po rozegraniu zaledwie 27 spotkań sezonu zasadniczego oraz jednego play-off zdecydował się na ostatecznie zakończyć karierę sportową.
W 1994 wystąpił w barwach drugiego Dream Teamu na Mistrzostwach Świata w 1994, zdobywając złoty medal.
Jego zawodowa kariera sportowa trwała 17 lat.
Wilkinsa nosił pseudonim „The Human Highlight Film”. Uzyskał go ze względu na swoje widowiskowe zagrania oraz wsady. Jego znakiem firmowym był jedno- lub oburęczny wsad o nazwie „windmill”. Rywalizacja w konkursach wsadów z młodym Michaelem Jordanem przeszła do historii tych zawodów. Dominique triumfował w nich dwukrotnie (1985, 1990), podobnie jak i Michael (1987-88). Obaj rywalizowali ze sobą bezpośrednio w 1985 oraz 1988 roku.
Jego koszulka z numerem 21 została zastrzeżona przez klub Atlanta Hawks 13 stycznia 2001 roku.
Podczas gali zorganizowanej 8 września 2006 przyjęty w poczet Koszykarskiej Galerii Sław.
Jego młodszy brat Gerald także grał w NBA. Bracia rozegrali wspólnie kilka spotkań w barwach Orlando Magic podczas rozgrywek 1998/99. Są także jedynym rodzeństwem w historii NBA, które brało wspólnie udział w konkursie wsadów NBA. W 1986 roku Dominique zajął drugie miejsce, Gerald natomiast czwarte.
Statystyki na przestrzeni całej kariery w NBA:
- Rozegranych meczów: 1074
- Zdobytych punktów: 26 668
- Punktów na mecz: 24,8
- Zbiórek na mecz: 6,7
- Asyst na mecz: 2,5

## Osiągnięcia

### NCAA
- Zawodnik roku konferencji Southeastern (SEC – 1981)[12]
- MVP turnieju SEC (1981)[13]
- Zaliczony do Akademickiej Galerii Sław Koszykówki (2006)[14]

### NBA
- 9-krotnie powoływany do udziału w meczu gwiazd NBA (1986–1992[a], 1993, 1994)[16]
- Wybrany do:
  - I składu:
    - NBA (1986)[17]
    - debiutantów NBA (1983)[18]

  - II składu NBA (1987–1988, 1991, 1993)[17]
  - III składu NBA (1989, 1994)[17]
  - składu najlepszych zawodników w historii NBA, wybranego z okazji obchodów 75-lecia istnienia ligi (2021)[19]
  - Koszykarskiej Galerii Sław (Naismith Memorial Basketball Hall Of Fame – 2006)[10]
- Lider:
  - strzelców NBA (1986)[20]
  - wszech czasów klubu Hawks w liczbie zdobytych punktów
- 3–krotny zawodnik miesiąca NBA (styczeń 1986, luty 1991, 1993)[21]
- 9–krotny zawodnik tygodnia NBA (15.04.1984, 3.02.1985, 29.12.1985, 13.04.1986, 14.12.1986, 27.12.1987, 17.01.1988, 14.02.1988, 6.01.1991)[22]
- Zwycięzca konkursu:
  - wsadów organizowanego podczas NBA All-Star Weekend w (1985, 1990)
  - Shooting Stars organizowanego podczas NBA All-Star Weekend w (2013-14)
- Klub Hawks zastrzegł należący do niego w numer 21[9]

### Europa
- Mistrz Euroligi (1996)[23]
- Zdobywca pucharu:
  - Grecji (1996)[24]
  - Włoch (1998)
- Finalista ligi greckiej (1996)
- MVP:
  - Final Four Euroligi (1996)[23]
  - pucharu Grecji (1996)[24]
  - meczu gwiazd ligi greckiej (1996)

### Reprezentacja
- Mistrz świata (1994)[6]